# Kamghe Gaba
Kamghe Gaba (Friedberg, 13 gennaio 1984) è un ex velocista tedesco specializzato nei 400 metri piani.

## Biografia
Nato da madre tedesca e padre ciadiano, si approccia all'atletica leggera nelle prove multiple per poi focalizzarsi principalmente sulle gare di velocità, competendo nelle manifestazioni internazionali soprattutto come membro della staffetta.

## Palmarès
| Anno | Manifestazione    | Sede       | Evento          | Risultato  | Prestazione | Note |
| ---- | ----------------- | ---------- | --------------- | ---------- | ----------- | ---- |
| 2001 | Mondiali allievi  | Debrecen   | Octathlon       | 15º        | 5 875 p.    |      |
| 2002 | Mondiali juniores | Kingston   | 400 m piani     | Semifinale | 47"67       |      |
| 2002 | Mondiali juniores | Kingston   | 4 × 400 m piani | 7º         | 3'11"21     |      |
| 2003 | Europei juniores  | Tampere    | 400 m piani     | Argento    | 46"63       |      |
| 2004 | Giochi olimpici   | Atene      | 4 × 400 m       | 7º         | 3'02"22     |      |
| 2005 | Europei under 23  | Erfurt     | 400 m piani     | Argento    | 47"07       |      |
| 2005 | Europei under 23  | Erfurt     | 4 × 400 m piani | 5º         | 3'05"35     |      |
| 2005 | Mondiali          | Helsinki   | 4 × 400 m       | Batteria   | 3'03"17     |      |
| 2006 | Europei           | Göteborg   | 400 m piani     | Semifinale | 45"77       |      |
| 2006 | Europei           | Göteborg   | 4 × 400 m       | 4º         | 3'02"83     |      |
| 2007 | Mondiali          | Osaka      | 4 × 400 m       | 8º         | 3'07"40     |      |
| 2008 | Giochi olimpici   | Pechino    | 4 × 400 m       | Batteria   | 3'03"49     |      |
| 2009 | Mondiali          | Berlino    | 4 × 400 m       | Batteria   | 3'03"52     |      |
| 2010 | Europei           | Barcellona | 4 × 400 m       | 4º         | 3'02"65     |      |
| 2011 | Mondiali          | Taegu      | 4 × 400 m       | 7º         | 3'01"37     |      |
| 2012 | Europei           | Helsinki   | 4 × 400 m       | Bronzo     | 3'01"77     |      |
| 2012 | Giochi olimpici   | Londra     | 4 × 400 m       | Batteria   | 3'03"50     |      |
| 2014 | Europei           | Zurigo     | 400 m piani     | 6º         | 45"83       |      |
| 2014 | Europei           | Zurigo     | 4 × 400 m       | 5º         | 3'01"70     |      |
| 2015 | World Relays      | Nassau     | 4 × 400 m       | 11º        | 3'04"90     |      |
| 2016 | Europei           | Amsterdam  | 4 × 400 m       | 8º         | 3'05"67     |      |

## Altre competizioni internazionali
2004
- Coppa Europa di atletica leggera ( Bydgoszcz)

2009
- Campionati europei a squadre di atletica leggera ( Leiria)

2014
- Campionati europei a squadre di atletica leggera ( Braunschweig)